# Selenia parvilunaria
Selenia parvilunaria är en fjärilsart som beskrevs av Max Bartel 1900. Selenia parvilunaria ingår i släktet Selenia och familjen mätare. Inga underarter finns listade i Catalogue of Life.